# Legião Urbana
Legião Urbana (Legión Urbana en español) es una banda de rock brasileña activa entre 1982 y 1996.
Formada a inicios de los años 1980, luego de la desintegración de Aborto Elétrico, banda seminal de la escena punk de Brasilia (y que también diera origen al grupo (Capital Inicial). La banda tenía como figura principal al compositor y vocalista Renato Manfredini Jr. (voz, letras, guitarra y teclas), de nombre artístico Renato Russo, Russo adoptó su nombre artístico como homenaje a sus admirados Jean-Jacques Rousseau y Bertrand Russell. Además, estaban el guitarrista Dado Villa-Lobos y el baterista Marcelo Bonfá. El bajista Renato Rocha tocó con el trío durante los tres primeros álbumes.La banda llegó a su fin con la muerte de Renato Russo (11 de octubre de 1996, a causa de complicaciones con la enfermedad del Sida y rumores sobre una depresión que sufrió en sus horas finales). 
Legião Urbana lanzó un total de dieciséis álbumes , contando los de estudio, recopilatorios y en directos, con un total de más de 20 millones de discos vendidos, siendo esta la tercera banda con más ventas de la grabadora EMI en el mundo, con un promedio de 250.000 discos vendidos por año.
La banda forma parte del cuarteto sagrado del rock brasileño en conjunto con Barão Vermelho, Titãs y Paralamas do Sucesso.

## Historia
La banda se formó en agosto de 1982 unos meses después de una discusión de Renato Russo con su antigua banda (Aborto eléctrico), debido a una pelea con el integrante Fe Lemos (baterista) en la canción "Vasco Veraneio". La discusión ocasionó que el músico le respondiera con un golpe del palillo de la batería a Renato.

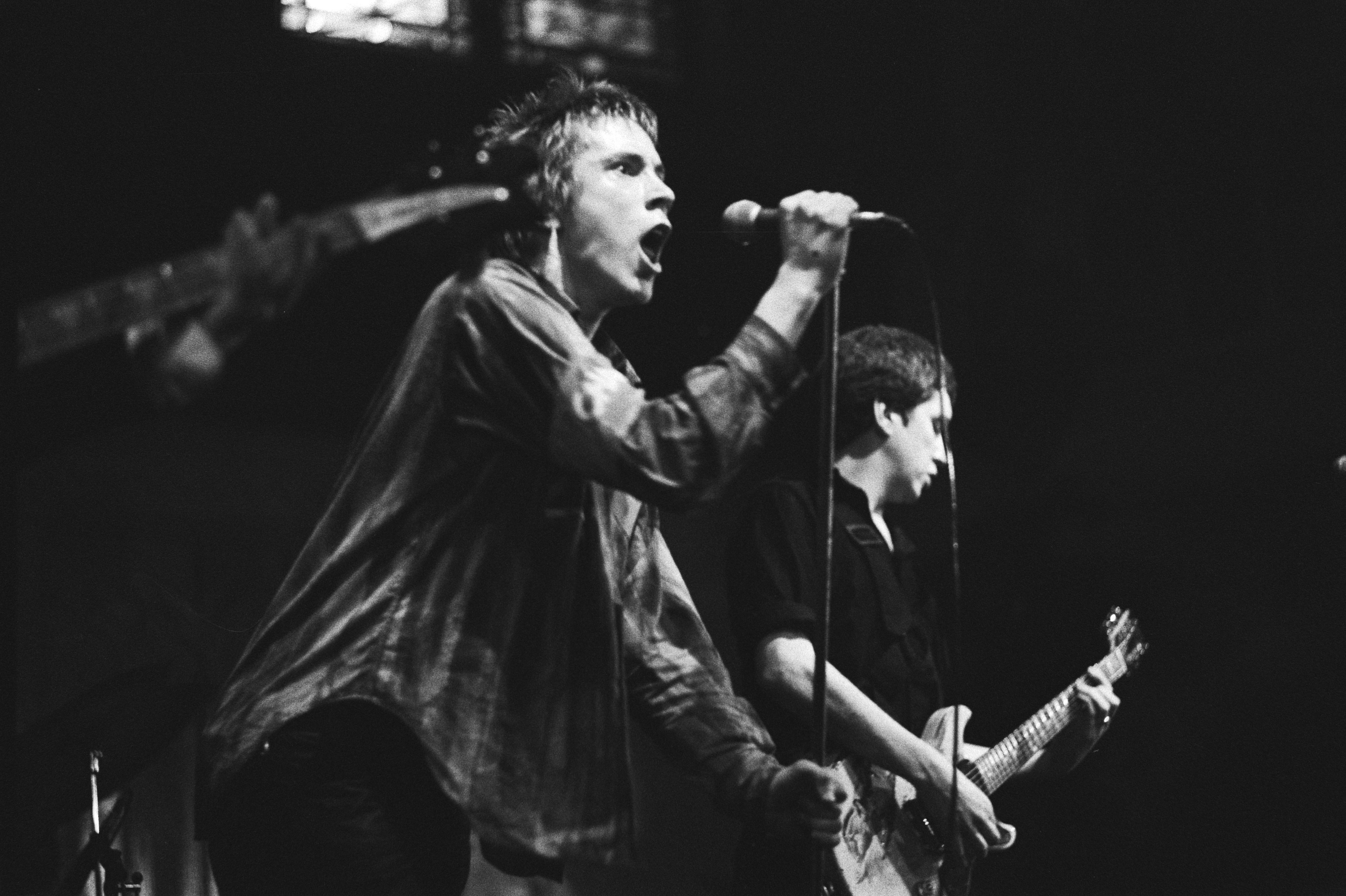
El grupo inglés Sex Pistols fue una de las grandes influencias en comienzos de Legião Urbana.

Con el final de la banda, Lemos y su hermano, Flávio Lemos (bajo), se reúnen con Dinho Ouro Preto y forman Capital Inicial.
Para componer, Renato fue inspirado por bandas como Sex Pistols, The Beatles, Ramones, The Smiths, The Cure, Talking Heads y Joy Division y el filósofo Jean-Jacques Rousseau.

### Legião Urbana
El primer disco de Legião Urbana fue lanzado en enero de 1985, para muchos fanes, es considerado uno de los mejores trabajos. Contiene éxitos como las canciones: "Será", "Geração Coca-Cola" y "Ainda É Cedo", además de otras con letras más críticas y combativas, como "Baader-Meinhof Blues", "O Reggae" y "A Dança". El disco obtuvo buenas críticas ya que fue considerado en esa época toda una revelación además de tener excelentes ventas.

Algunos de los éxitos de este álbum quedaron grabados en la lista de canciones clásicas de la música brasileña, que años después tuvieron covers de otros cantantes brasileños, como Simone con "Será", Marina Lima con “Ainda É cedo”, Cássia Eller con “Por Enquanto" y “Geração Coca-Cola”, y la banda paulistana Ira! con “Teorema”.

### Dois
El éxito del primer álbum llevó a Renato Russo a pensar en hacer un disco doble para el segundo trabajo. La grabadora no se entusiasmó con la idea y el álbum acabó formado por un solo disco. Sin embargo, el álbum tiene las mayores ventas de la historia de la banda, apuntalado en el éxito “Eduardo E Mônica”, una canción que era considerada difícil por no tener estribillo.
El álbum incluyó otros éxitos como "Índios", “Tempo Perdido” y “Quase Sem Querer”. La canción “Fábrica” fue utilizada durante muchos años para abrir los conciertos de la Legião. Esta canción, junto con “Perfeição”, del disco "O Descobrimento do Brasil", fue grabada años más tarde, por la banda argentina Attaque 77. “Dois” fue lanzado en 1986, vendiendo más de dos millones de copias.
La canción "Indios" fue versionada por el artista uruguayo Luciano Supervielle, en su álbum Rêverie (id. 2011) y cuenta con la intervención de Dado Villa-Lobos (integrante de Legião Urbana).

### Que País É Este 1978/1987

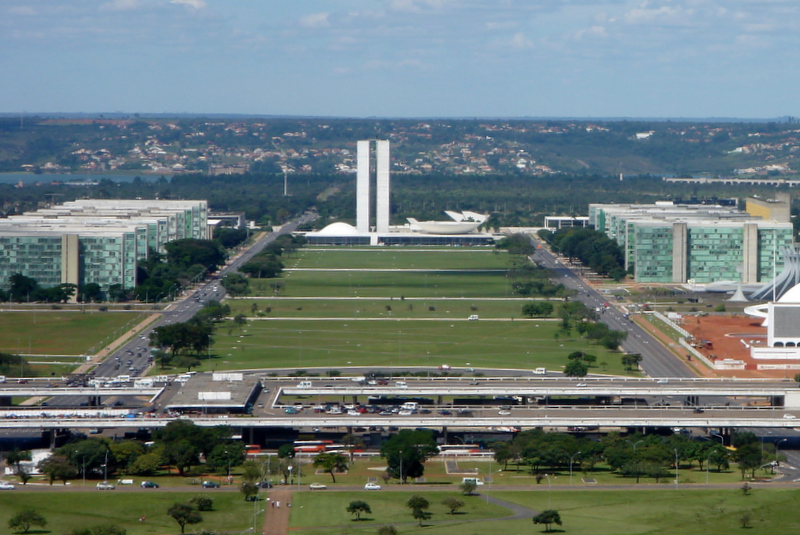
Vista de Brasilia, ciudad del surgimiento del grupo.

Luego del tremendo éxito de “Dois”, la disquera presionó a la Legião para el lanzamiento de un tercer álbum; aunque no había material suficiente. De las nueve canciones que componen “Que País É Este (1978-1987)”, solamente dos fueron compuestas después de “Dois” (“Angra dos Reis”, en mención a la planta nuclear en el Estado de Río de Janeiro, y “Mais do Mesmo”). La canción “Faroeste Caboclo” tampoco tiene estribillo, y está compuesta de 168 versos que no se repiten a lo largo de nueve minutos. Aun así, la canción fue memorizada de punta a punta por millares de adolescentes que la cantaban en los conciertos.
Durante la gira de promoción de este álbum, ocurrió una tragedia en el Estadio Mané Garrincha, cuando la multitud salió de control y aplastó a varios fanes. Esto aumentó la fobia de los escenarios que ya tenía Russo, e hizo más introspectivos los siguientes trabajos de la banda.

### As Quatro Estações
Renato Rocha salió de la banda, por no poder soportar la presión que llevaba por ser miembro de una banda tan exitosa, y este álbum cristalizó la alineación definitiva de la banda. Hubo un giro en el sonido de la misma, donde las canciones de protesta fueron sustituidas por baladas de amor. La mayoría de los seguidores apoyaron el cambio, y "As Quatro Estações" se convirtió en el mayor éxito radiofónico de la Legião, pues nueve de sus once canciones fueron programadas en la radio con éxito. Por supuesto, la canción más conocida de la Legião, era "Pais e Filhos".
El disco, de 1989, tiene un homenaje a otro ídolo del rock brasileño, Cazuza, que en ese entonces sufría de sida, enfermedad que lo extinguiría al año siguiente (y al propio Russo en 1996).

### V
Después del pacífico y reflexivo "As Quatro Estações", llegó en diciembre de 1991 "V", un álbum sombrío. El tiempo de grabación concuerda con el estado de ánimo de Renato Russo. Tuvo poco éxito cuando fue lanzado, aunque en entrevista, Russo comentó que para él, fue el mejor álbum que realizaron. Al paso del tiempo, fue reconsiderado y aceptado por fanes y críticos.
Aunque el disco plantea una temática pesimista, no es un disco sobre la muerte, sino más como un reflejo de la realidad que rodeaba al cantante. Un disco maduro que plasma que después de la serenidad ("As Quatro Estações") puede llegar otra tempestad. La gira de promoción de "V" tuvo que interrumpirse debido a las condiciones de salud de Renato Russo. Él vivía un período difícil con su adicción a las drogas y el alcohol.

### Música P/ Acampamentos
Este disco doble aparece al año siguiente del álbum "V" por presión de la discográfica EMI, es una colección de trabajos en vivo, presentaciones en radio y TV que no dejó satisfecha a la banda con el resultado. Fue el disco que menos cópias vendió.

### O Descobrimento do Brasil
El álbum es de 1993, cuando Russo había comenzado un tratamiento para librarse de la farmacodependencia, y se mostraba optimista en cuanto a los resultados. Aun así, las letras oscilan entre tristeza y alegría, encuentros y despedidas. Como si, para continuar andando, fuese necesario dejar atrás algunas cosas, lo cual es imposible sin una dosis de nostalgia. Así, "O Descobrimento do Brasil" es un álbum con fuertes notas de esperanza, y es considerado unos de los más "alegres" pero impregnado por tristeza y melancolía.

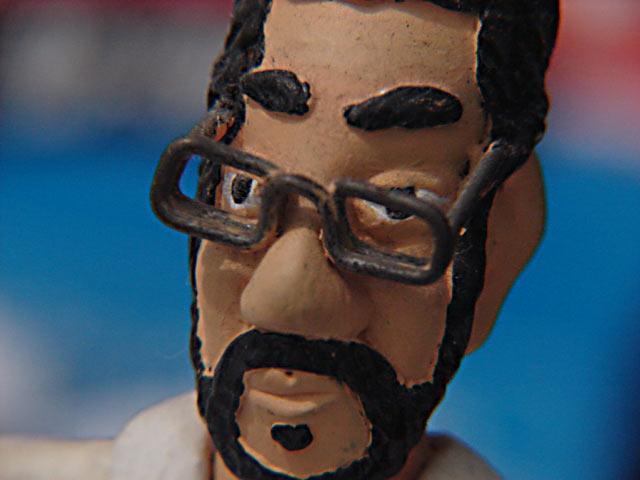
Boceto de Renato Russo

### A Tempestade ou O Livro dos Dias Y Fin De La Banda
Este sería el último álbum lanzado con Russo aún vivo. Se lanzó a finales de septiembre de 1996. Aquí se nota el deterioro en la salud del cantante, tanto en su voz como en la composición de las letras. La canción “A Via Láctea” fue el primer éxito que se escuchó en las radios y se llegó a considerar su carta de despedida, también están otros temas tensos y bellos como “1º de Julho” y “Dezesseis”.
En este álbum está ausente la frase en latín que aparecía en todos los álbumes anteriores: URBAN LEGIO OMNIA VINCIT (LEGIÓN URBANA TODO LO VENCE). No hubo entrevista ni gira de promoción para este álbum, ya que Russo, debilitado por las complicaciones del sida se encerró en su departamento de Ipanema, en Río de Janeiro y murió el 11 de octubre del mismo año.
El último concierto de Legiao Urbana había sido  14 de enero de año 1995 , en la casa de presentaciones "Reggae Night" en el Santos, São Paulo. En el mismo año, todos los álbumes de la banda hasta 1993 fueron remasterizados en el legendario estudio británico Abbey Road Studios de Londres, famoso por varios discos de The Beatles. También se incluye un pequeño libro escrito por el antropólogo Hermano Vianna, hermano del músico Herbert Vianna. 
El fin oficial de la banda ocurrió el 22 de octubre de 1996, once días después de la muerte del mentor, líder y fundador de la banda, Renato Russo, Dado Villa- Lobos y Marcelo Bonfá siguieron sus carreras y lanzaron discos como solista en los años siguientes.

### Uma Outra Estação
Este es el primer trabajo póstumo de Legião Urbana y el último trabajo en estudio. Salió a la venta el 18 de julio de 1997, casi a un año de la muerte de Renato, compuesto por canciones inéditas y las que no fueron incluidas en su anterior trabajo, “A Tempestade Ou (O Livro Dos Dias)”. Se trata de un álbum menos depresivo que el anterior, aunque el estado de melancolía sigue presente en algunas canciones como “Clarisse” o “A Tempestade”. El tema “Sagrado Coração” posee letra pero no pudo ser registrada la voz de Russo, eso no quita que sea uno de los mejores temas que componen el álbum.
Dado Villa-Lobos y Marcelo Bonfá concluyeron los arreglos finales, que tuvo las participaciones especiales de Renato Rocha (Negrete), en el bajo para la grabación del tema de apertura del disco, “Riding Song”. También colaboró Bi Ribeiro (Paralamas) en el bajo de los temas “Antes das Seis” y “Travessia do Eixão”. Participaron también Tom Capone guitarrista amigo de Dado y Carlos Trilha en teclados que también fue el encargado de los teclados y programaciones en el proyecto solista de Renato Russo “The Stonewall Celebration Concert”.

### Mais do Mesmo
Es el álbum que alberga los "grandes éxitos"; no contiene ningún tema inédito pero es una buena opción para quien no conoce el trabajo de la banda y quiere tener los temas claves que hicieron de Legião Urbana un mito del rock brasileño. La selección de temas estuvo a cargo de los restantes integrantes de Legião Urbana, Dado Villa-Lobos y Marcelo Bonfá, aunque inicialmente habían resistido lanzar este disco, pero accedieron por las fuertes insistencias de la grabadora EMI.

### Acústico MTV
Un show imperdible grabado en 1992 en la serie que mundialmente se conoce como MTV Unplugged, donde se nota el buen humor de Renato Russo, bromeando con el público y las personas del canal. Se destacan varios temas, en especial la versión de Menudos "Hoje a Noite Não Tem Luar", las infinitas "Metal Contra as Nuvens" y "Faroeste Caboclo", y los clásicos "País e Filhos" y "Eu Sei". Hay también covers en inglés que solo aparecen registradas en este disco.
Ese mismo año se conocieron algunos temas que fueron incluidos en el disco doble con rarezas, "Música p/ Acampamentos", pero solo recién en octubre de 1999 se pudo acceder en forma completa al recital que fue editado en formato CD y DVD.

### Como É Que Se Diz Eu Te Amo
Lanzado en el 2001, en formato de disco doble, son los shows realizados el 8 y 9 de octubre de 1994 en Río de Janeiro en la gira de presentación del disco "O Descobrimiento do Brasil". Legião Urbana registraba todos los shows que realizaba, por eso aún hay mucho material disponible para sucesivos álbumes en vivo, este es el primer disco que salió comercialmente conteniendo un recital. Tiene las mejores canciones de la banda, aunque el sonido va a ser superado por el otro disco en vivo que se lanzó en el 2004, "As Quatro Estações Ao Vivo".

### As Quatro Estações Ao Vivo
Catorce años después sale a la luz el registro del show que reunió a más de 100.000 personas en el "Parque Antártica" en la ciudad de San Pablo. Originalmente la grabación fue hecha en casete, pero se remasterizó, remixó por Fabio França, resultando así el mejor álbum en vivo.
El álbum contiene los mayores éxitos del trío, aunque falten temas de "V" y "O descobrimiento do Brasil" eso no quita que la selección de temas sea espectacular. Salió a la venta en versión simple como en versión doble, esta última contiene un tema oculto ("Faroeste Caboclo") que puede ser escuchada 17 minutos después del fin del tema 10 en el disco número 2.
El disco abre con el tema "Fábricas", antes de que comience se lo escucha a Renato Russo decile al público "Ninguna guerra puede ser santa". Frase que luego retomará al finalizar otro tema, explicando que es una "contradicción de términos". Este disco nos deja ver que las letras de Legião Urbana son actuales y perdurables. La respuesta del público se reflejó en las altas ventas que logró esta placa, agotándose a las pocas semanas de haber salido a la venta. Este se convienterte en el último álbum que la discográfica lanzó.

### Regreso De Legião Urbana, La Trastienda, Montevideo  (2008)

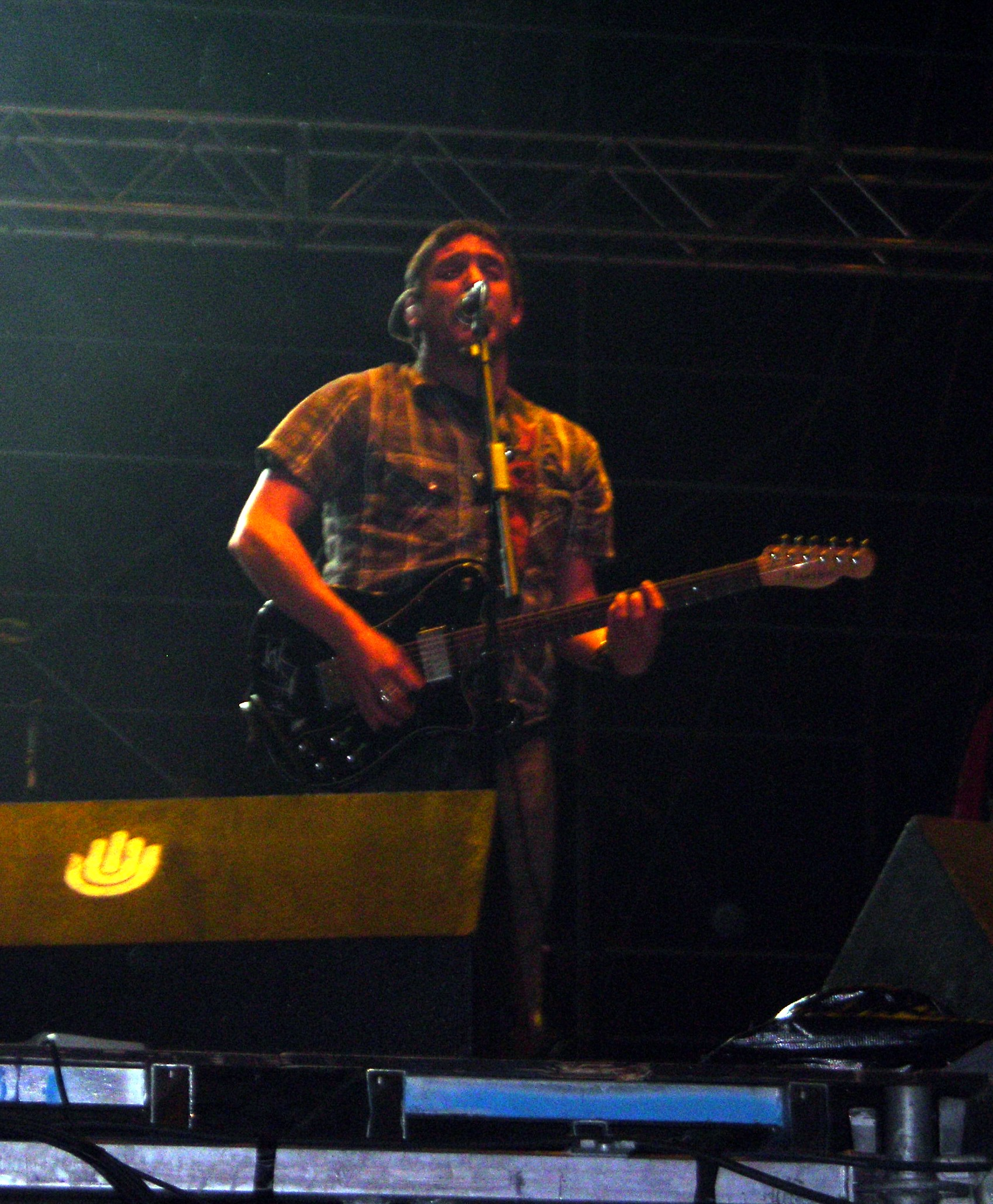
Sebastián Teysera, cantante de La Vela Puerca, ha llegado tocar en varias ocasiones con algunos de los integrantes de Legião Urbana.

Legião Urbana se presenta por segunda vez en Montevideo , Uruguay,  en diciembre del 2008. El show se dio en el Club La Trastienda en dos presentaciones, con entradas agotadas. La primera vez había sido la única presentación de la banda a nivel internacional en el año 1986. Esta vez sin contar con  Renato Russo,  pero con Dado Villa-Lobos y Marcelo Bonfá los integrantes originales de la banda y acompañados de artistas y músicos uruguayos como:Juan Casanova, Sebastián Teysera, Martin Ibarburu, Juan Campodónico, entre otros.

### Presentaciones Y Homenaje (2011-2012)
En 2011, Dado Villa-Lobos y Bonfa junto a la Orquesta Sinfónica Brasileña, dan un concierto-homenaje en el Rock in Rio de ese año. El concierto contó con invitados como(Roger Flausino, Jota Quest, y Platón Toni) que cantaron algunas canciones. Al año siguiente, MTV Brasil organizó un nuevo concierto-homenaje a la serie de MTV en vivo en São Paulo, en el 30.º aniversario de la banda.El tributo contaba con el actor Wagner Moura, gran fan de la banda y ubicándose este como vocalista principal, y también de la mano de los músicos Fernando Catatau y Ribeiro Bill e incluso el guitarrista británico Andy Gill, de la banda Gang of Four, una de las mayores influencias de la Legião .Hace 20 años, la banda participó en la serie de MTV Unplugged, también el mismo canal.

### Influencia de Legião Urbana Fuera de Brasil
Diversos artistas en su mayoría de países cómo Uruguay y Argentina, se han visto muy influidos por la música de Legião Urbana. Bandas cómo  Attaque 77 en su versión de la canción "Perfección"(Perfeição) y "Fábrica"(Fábrica), del álbum Otras canciones del año 1998, La Vela Puerca, con la canción "Eu Sei", la cual la han integrado en varios repertorios de sus conciertos, hasta acompañado por guitarrista Dado Villa-Lobos en el 2012.  Luciano Supervielle en su reciente álbum Rêverie con la canción "Indios", una de las más destacadas composiciones de Renato Russo. La banda argentina Pelea de Gallos, hizo el tema Música de Trabajo en su álbum Fauna Nocturna.

### Películas Biográficas
Somos tão Jovens (Somos tan jóvenes en Hispanoamérica) es una película brasileña del 2013, se trata de una obra biográfica
del cantante Renato Russo. La película no sigue la vida de Renato Russo. La atención se centra en la adolescencia de este, sus problemas físicos y el descubrimiento del gusto por la música. Está dirigida por Antonio Carlos da Fontoura, escrito por Marcos Bernstein y protagonizada por Thiago Mendonça y Laila Zaid.
La película fue estrenada en los cines brasileños por la distribuidora Fox Film Image Film y Brasil el 3 de mayo de 2013.
Las críticas fueron mixtas, los críticos señalaron que la película tiene buenas interpretaciones, sin embargo, con diálogos artificiales.
Además, hay también la película "Faroeste Caboclo", que retrata la historia de la canción presente en el álbum "Que país é Este".

### ¿Cómo y por qué cambiaron el nombre del grupo?[2]
Para los fanes, les molestaba el nombre “Aborto Elétrico”, se dieron cuenta de que les sonaba violento. Un día, el cantante, Renato Russo, junto con su grupo, resolvió hacer una lista con varias palabras para el grupo, entonces, eligió como nuevo nombre “Legião”.
Tuvieron inspiración en una cita de la Biblia donde Jesús pregunta a una persona poseída cuál es su nombre y ella responde “Legião”.
Sobre eso, el grupo creó una paradoja, pues sus canciones siempre fueron  positivas, com una buena energía, y “ Urbana” porque el grupo era del pueblo y para el Pueblo.

### Algunas referencias sobre Brasilia presentes en las canciones de Legião Urbana
“Faroeste caboclo”
En el fragmento: “Dizia ele - Estou indo pra Brasília, neste país lugar melhor não há”, hacen referencia a la capital.
En el fragmento: “Saindo da rodoviária viu as luzes de natal”, hace referencia a la estación de autobús que está en el centro de la ciudad.
En el fragmento: “Cortar madeira, aprendiz de carpinteiro, ganhava cem mil por mês em Taguatinga”, hace referencia a una ciudad satélite que está cerca de Brasília.
En el fragmento: “Fez amigos, frequentava a Asa Norte, ia pra festa de rock pra se libertar”, hace referencia a un sector burgués de la ciudad.
En el fragmento: “Pablo trazia o contrabando da Bolívia e Santo Cristo revendia em Planaltina”, hace referencia a una de las primeras ciudades del Distrito Federal y es mucho más antigua que Brasilia, ella está a unos 20 km de la capital.

#### “Eduardo e Mônica”[4]
La canción "Eduardo e Mônica" del grupo "Legião Urbana" retrata la historia de una pareja que aunque sean muy diferentes, se enamoran y viven una historia de amor llena de conflictos, pero al final todo sale bien. La canción cita grandes espacios y edificaciones de Brasilia, tales como: el Parque de la ciudad y el Palacio de Planalto, que es la sede del poder ejecutivo federal de Brasil y lugar donde está el gabinete presidencial brasileño, que está ubicado en la Plaza de los Tres Poderes en el centro de Brasilia. Lo que realmente impresiona en esta letra es la presencia constante de un sexismo estereotipado.
En el fragmento: “Se encontraram então no parque da cidade”, hace referencia al parque de la ciudad ubicado en el Asa Sul. Es uno de los más grandes y más extensos centros de ocio al aire libre de la ciudad, que dispone de pistas de deportes, lagunas artificiales, parque de atracciones, centro hípico y pistas de caminata, patinaje y ciclismo, además de una buena vista del cielo brasiliense.

## Integrantes

#### Última formación original
- Renato Russo: voz, bajo, guitarra acústica y teclados (1982 - 1996; su muerte)
- Marcelo Bonfa: batería y percusión (1982 - 1996)
- Dado Villa-Lobos guitarra eléctrica y coros (1983 - 1996)

#### Exintegrantes
- Eduardo Paraná (guitarra) (1982)
- Ico Ouro-Preto (guitarra) (1982-1983)
- Paulo Paulista (teclado) (1982)
- Renato Rocha (bajo) (1984-1989)

#### Músicos de apoyo
- Bruno Araújo: bajo (participó en la original grabación y gira de "V")
- Mu Carvalho: teclados y piano (participó en la grabación y gira de "As Quatro Estações")
- Fred Nascimento: guitarra acústica y eléctrica (participó en la grabación y gira de "As Quatro Estações" y en la gira de "O Descobrimento do Brasil")
- Carlos Trilha: teclados y piano (participó en las grabaciones de "O Descobrimento do Brasil" y "A Tempestade", también participó en las giras de "V" y "O Descobrimento do Brasil")
- Sérgio Serra: guitarra acústica y eléctrica (participó en la gira de "V")
- Tavinho Fialho: bajo (participó en la gira de "V")
- Gian Fabra: bajo (participó en la gira de "O Descobrimento do Brasil")

## Discografía
| Álbumes de estudio - Legião Urbana (1985) - Dois (1986) - Que País É Este? (1987) - As Quatro Estações (1989) - V (1991) - O Descobrimento do Brasil (1993) - A Tempestade, ou O Livro dos Dias (1996) - Uma Outra Estação (1997) | Compilación de álbumes - Música para Acampamentos (1992) - Mais do Mesmo (1998) - Perfil (2011) Álbumes en vivo - Acústico MTV: Legião Urbana (1999) - Como é Que Se Diz Eu te Amo (2001) - As Quatro Estações ao Vivo (2004) | Bandas sonoras - A Era dos Halley (2007) |

### Sencillos
| Año  | Sencillo                                                                 | Álbum                       |
| ---- | ------------------------------------------------------------------------ | --------------------------- |
| 1985 | "Será"                                                                   | Legião Urbana               |
| 1985 | "Ainda É Cedo"                                                           | Legião Urbana               |
| 1985 | "Soldados"                                                               | Legião Urbana               |
| 1985 | "O Reggae"                                                               | Legião Urbana               |
| 1986 | "Tempo Perdido"                                                          | Dois                        |
| 1986 | "Eduardo e Mônica"                                                       | Dois                        |
| 1986 | "Quase Sem Querer"                                                       | Dois                        |
| 1986 | "Acrilic on Canvas"                                                      | Dois                        |
| 1987 | Que País é Este?"                                                        | Que País é Este?            |
| 1987 | Angra dos Reis"                                                          | Que País é Este?            |
| 1987 | "Faroeste Caboclo"                                                       | Que País é Este?            |
| 1987 | "Eu Sei"                                                                 | Que País é Este?            |
| 1989 | "Há Tempos"                                                              | As Quatro Estações          |
| 1989 | "1965 (Duas Tribos)"                                                     | As Quatro Estações          |
| 1989 | "Pais e Filhos"                                                          | As Quatro Estações          |
| 1991 | "O Teatro dos Vampiros"                                                  | V                           |
| 1991 | "Vento no Litoral"                                                       | V                           |
| 1992 | "A Canção do Senhor da Guerra"                                           | Música P/ Acampamentos      |
| 1993 | "Giz"                                                                    | O Descobrimento do Brasil   |
| 1993 | "Perfeição"                                                              | O Descobrimento do Brasil   |
| 1996 | "A Via Láctea"                                                           | A Tempestade                |
| 1997 | "As Flores do Mal"                                                       | Uma Outra Estação           |
| 1999 | "Hoje a Noite Não Tem Luar"                                              | Acústico MTV                |
| 2001 | "Índios"/"Quando o Sol Bater na Janela do Teu Quarto"/"Que País é Este?" | Como É Que Se Diz Eu Te Amo |
| 2001 | "Geração Coca-Cola"                                                      | Como É Que Se Diz Eu Te Amo |